# Diasporidion duplicatum
Diasporidion duplicatum är en skalbaggsart som först beskrevs av Pierre-Émile Gounelle 1909. Diasporidion duplicatum ingår i släktet Diasporidion och familjen långhorningar.
Artens utbredningsområde är:
- Costa Rica.
- El Salvador.
- Honduras.
- Nicaragua.
- Panama.
- Venezuela.

Inga underarter finns listade i Catalogue of Life.